# Weingut August Ziegler
Das Weingut August Ziegler ist ein Bauwerk in Maikammer. Es steht unter Denkmalschutz.

## Lage
Das Gebäude befindet sich im Osten des Siedlungsgebiets in der örtlichen Bahnhofstraße, die mit der Landesstraße 515 identisch ist und trägt die Hausnummer 5. Es ist Bestandteil der Denkmalzone Ortserweiterung Maikammer. Unmittelbar südlich befindet sich das nördliche Ende der Poststraße. Zudem führt am Weingut ein Wanderweg, der mit einem weiß-grünen Balken markiert ist, vorbei.

## Geschichte
Das Unternehmen wurde 1717 gegründet, als sich Johann Adam Ziegler aus Oberginsbach, der den Beruf des Schneidermeisters ausübte und sich auf Wanderschaft befunden hatte, vor Ort niederließ und dort die Tochter eines Winzers heiratete. In fünfter Generation führte August Ziegler (1848–1914) das Unternehmen, der letzterem seinen Namen gab. 1894 wurde der gegenwärtige Gutshof errichtet, der sich damals am östlichen Ortsrand befand. Mittlerweile wird das Weingut in achter Generation von den Brüdern Harald und Uwe Ziegler geleitet. Das Unternehmen bildet eine Kommanditgesellschaft.

## Bauwerk
Be dem Gebäude handelt es sich um einen Winzerhof aus der Gründerzeit. Das Untergeschoss besteht aus Sandsteinquadern, das Obergeschoss aus Klinkern. Die Straßenfront des Gebäudes wird durch einen mit einem aufwendigen, barockisierenden Gibel versehenen Risalit dominiert. In der dreiachsigen Eingangsfront auf der Gartenseite öffnet sich ein Portal, das von Säulen und einem mehrfach gestuften Architrav gerahmt ist.